# Liste von Söhnen und Töchtern der Stadt Jacksonville (Florida)
Die Liste von Söhnen und Töchtern der Stadt Jacksonville (Florida) enthält Personen, die in Jacksonville im US-Bundesstaat Florida geboren wurden. Die Liste ist chronologisch nach dem Geburtsjahr sortiert. Sie erhebt keinen Anspruch auf Vollständigkeit.

## Liste

### Bis 1900

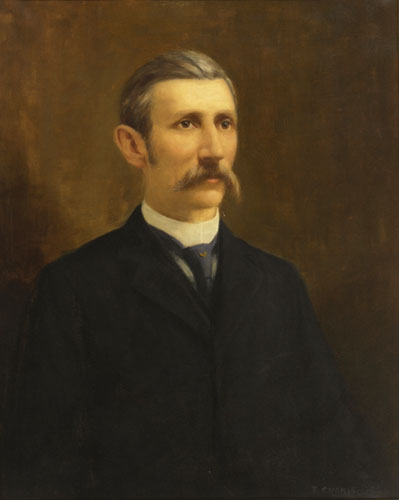
Francis P. Fleming

- Ossian B. Hart (1821–1874), Jurist und Politiker, Gouverneur von Florida
- Francis P. Fleming (1841–1908), Politiker, Gouverneur von Florida
- Claude L’Engle (1868–1919), Politiker, Vertreter von Florida im US-Repräsentantenhaus
- James Weldon Johnson (1871–1938), Schriftsteller, Diplomat, Zeitungsgründer und -herausgeber, Dichter, Anthropologe, Hochschullehrer, Rechtsanwalt, Kritiker, Komponist, Bürgerrechts-Aktivist und Vertreter der Harlem Renaissance
- John Cobb Cooper (1887–1967), Jurist und Pionier des Weltraumrechts
- Lawrence Benjamin Brown (1893–1973), Pianist und Arrangeur
- Merian C. Cooper (1893–1973), Pilot, Abenteurer, Schauspieler, Regisseur, Drehbuchautor und Produzent
- Edward Gourdin (1897–1966), Leichtathlet und Jurist

### 20. Jahrhundert

#### 1901 bis 1925

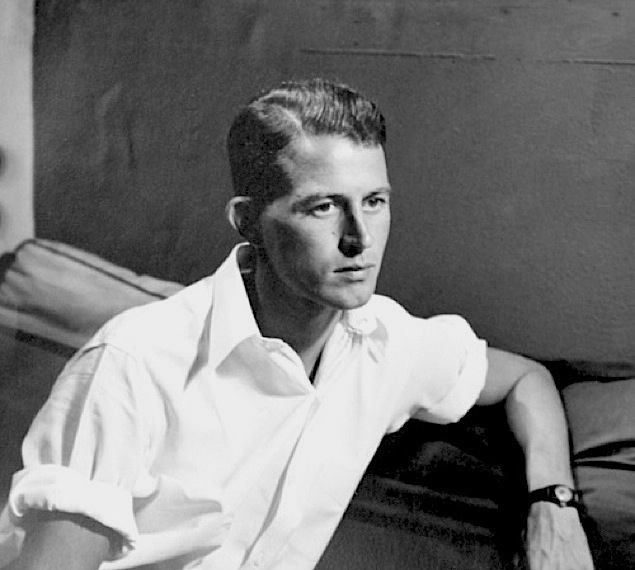
Denham Fouts

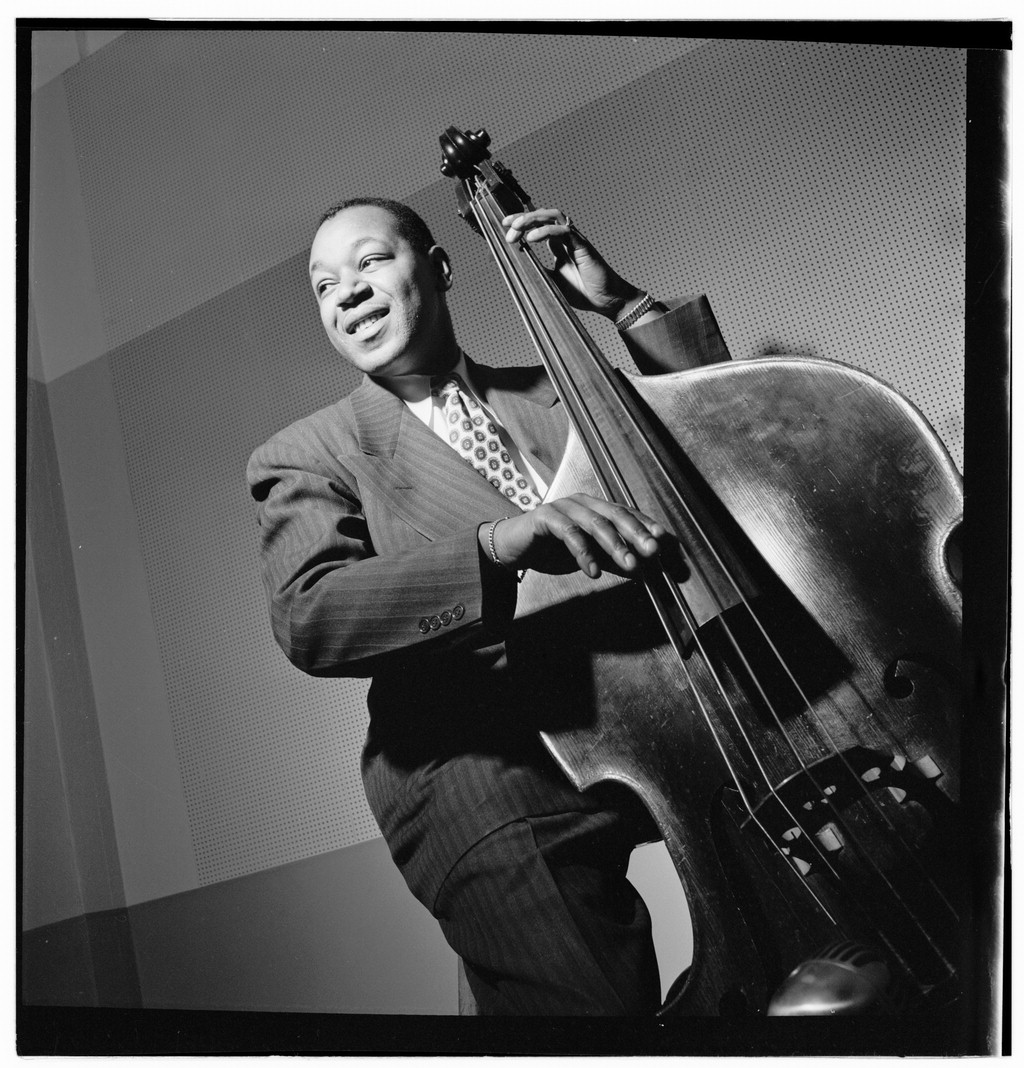
Al Hall

- Jerrold Zacharias (1905–1986), Atomphysiker
- John Barkley Rosser (1907–1989), Logiker und Mathematiker
- George W. Crockett (1909–1997), Politiker, Vertreter von Michigan im US-Repräsentantenhaus
- Ruth Hall (1910–2003), Filmschauspielerin
- John Archibald Wheeler (1911–2008), Theoretischer Physiker
- Clifford Allen (1912–1978), Politiker, Vertreter von Tennessee im US-Repräsentantenhaus
- Bill Johnson (1912–1960), Jazz-Altsaxophonist, Klarinettist und Arrangeur
- Leroy G. Leighton (1912–1990), Ingenieur, ausgezeichnet mit der Oscar-Plakette in der Kategorie „Wissenschaft und Entwicklung“
- William Tuttle (1912–2007), Maskenbildner
- Bayliss Levrett (1913–2002), Automobilrennfahrer
- Denham Fouts (1914–1948), Prostituierter und Gigolo
- Frankie Manning (1914–2009), Tänzer, Tanzlehrer und Choreograf
- Al Hall (1915–1988), Jazzbassist des Swing
- Stetson Kennedy (1916–2011), Autor und Menschenrechtler
- Thomas Burton Adams (1917–2006), Politiker, Vizegouverneur von Florida
- A. C. Lyles (1918–2013), Filmproduzent
- Jackie Davis (1920–1999), Soul-Jazz-Organist
- Alan Stephenson Boyd (1922–2020), Politiker, US-Verkehrsminister
- Beatrix Hamburg (1923–2018), Psychiaterin und Hochschullehrerin
- Sam Jones (1924–1981), Jazzbassist, Cellist und Komponist
- Freddie L. Poston (1925–2016), Generalleutnant der United States Air Force

#### 1926 bis 1950

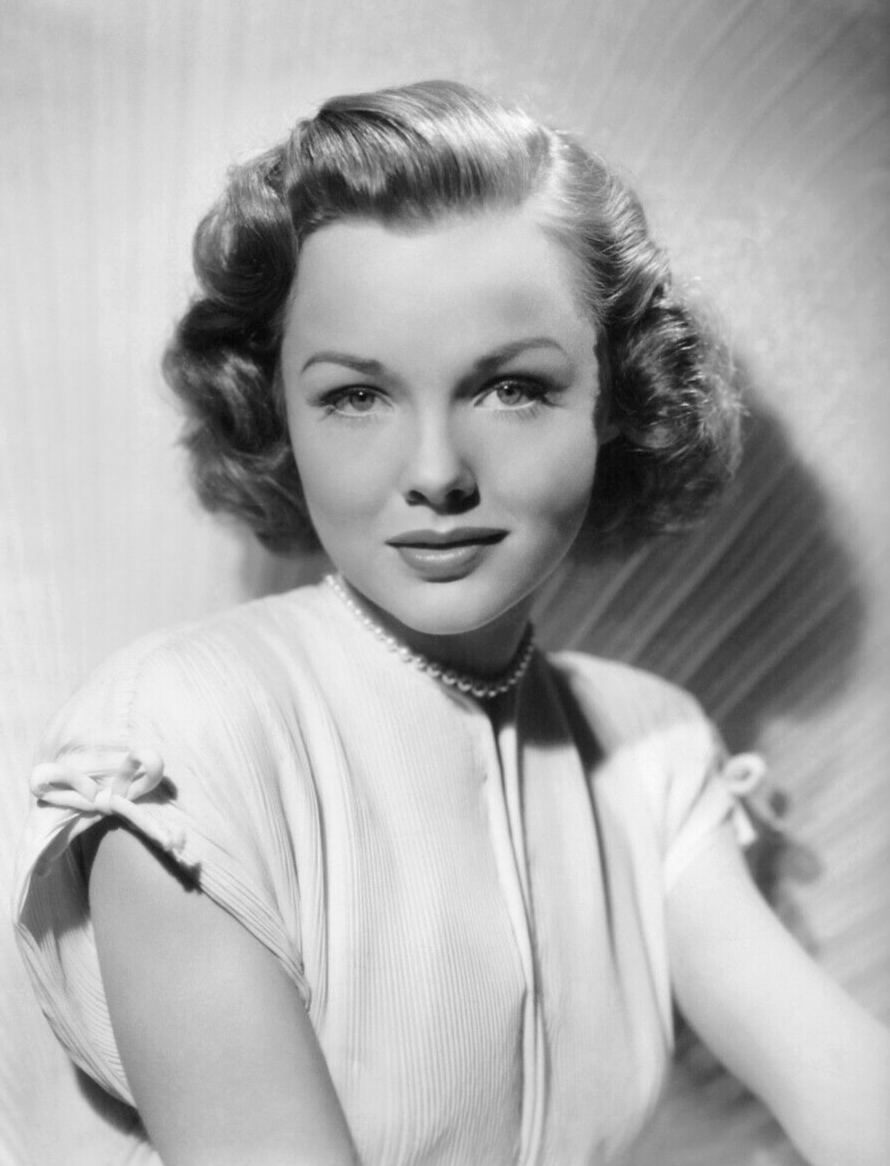
Wanda Hendrix

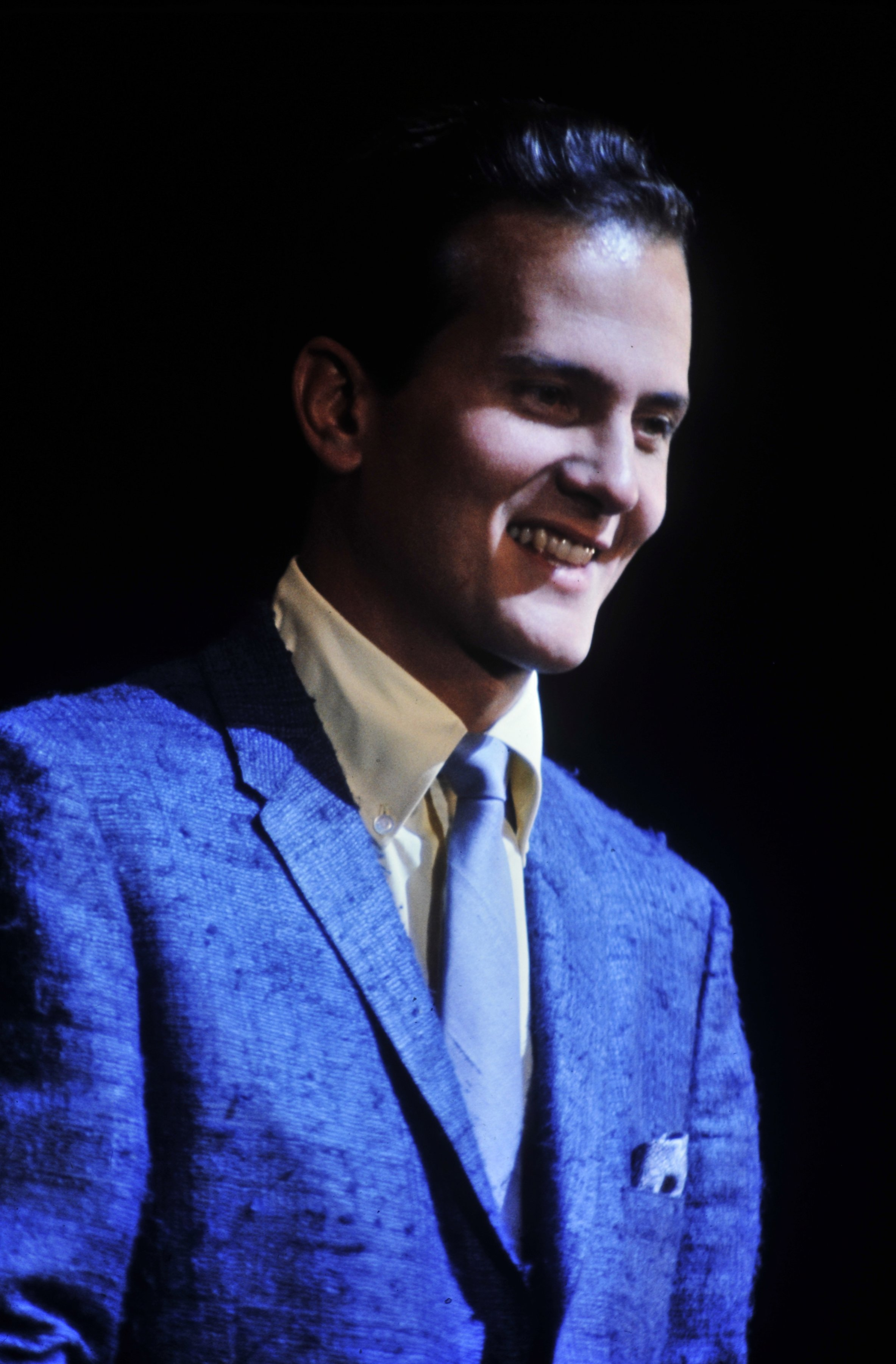
Pat Boone

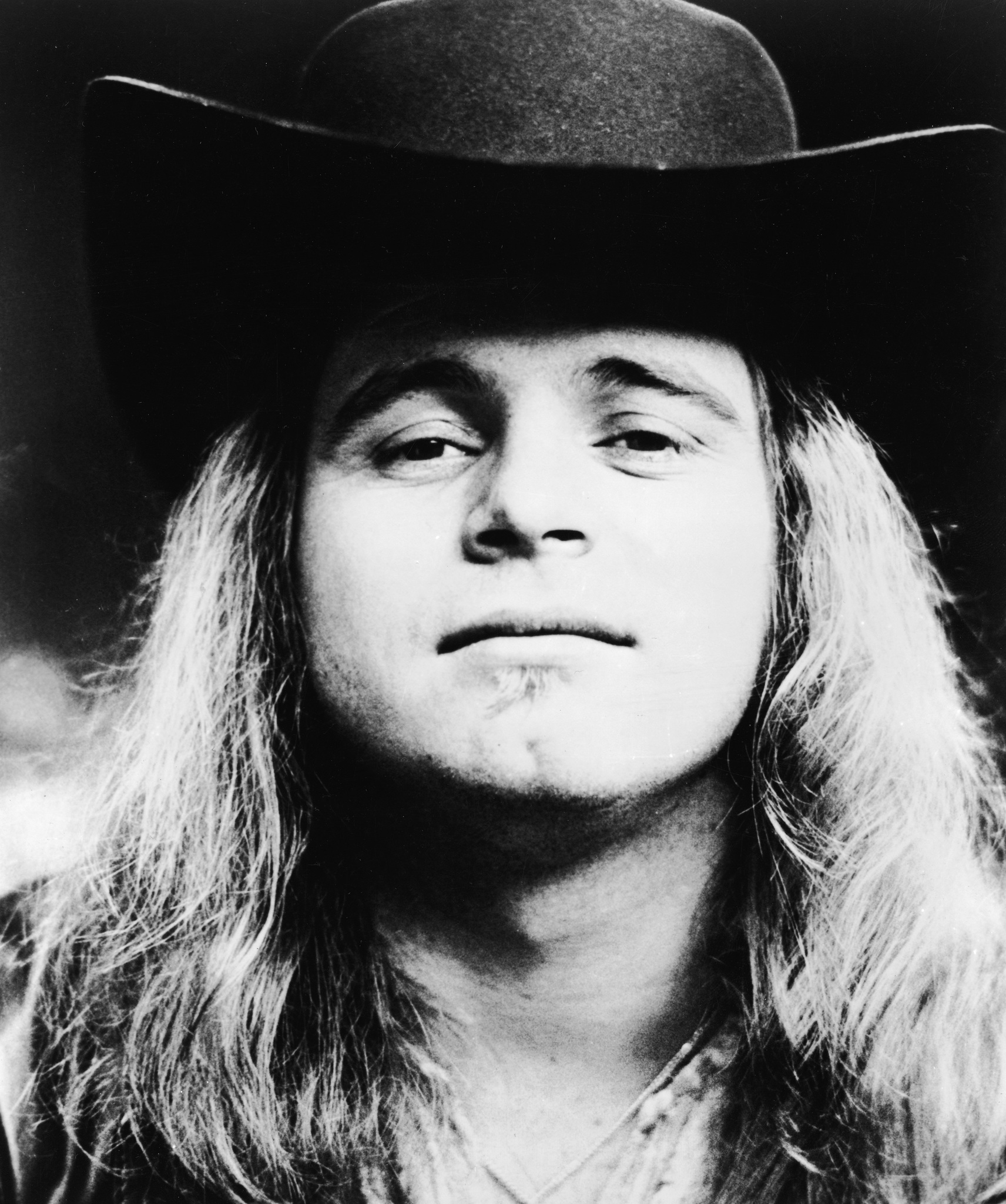
Ronnie Van Zant

- David Holt (1927–2003), Kinderdarsteller, Autor, Komponist und Herausgeber
- Wanda Hendrix (1928–1981), Schauspielerin
- Victor G. Springer (1928–2022), Ichthyologe
- Harry Harvey Jr. (1929–1978), Filmschauspieler, Regisseur und Drehbuchautor
- Freddie Hill (1929–1994), Jazzmusiker
- H. F. Lenfest (1930–2018), Medien-Unternehmer und Philanthrop
- Emory King (1931–2007), belizischer Schriftsteller und Journalist
- Jack Sheldon (1931–2019), Schauspieler, Sänger und Jazz-Trompeter
- Donald S. Detwiler (1933–2020), Historiker
- Don Fuqua (* 1933), Politiker, Vertreter von Florida im US-Repräsentantenhaus
- Jake Godbold (1933–2020), Politiker
- Pat Boone (* 1934), Sänger
- Bill Gunter (1934–2024), Politiker, Vertreter von Florida im US-Repräsentantenhaus
- Harry Angier Hoffner, Jr. (1934–2015), Altorientalist
- Johnnetta Cole (* 1936), Anthropologin
- Wakefield Poole (1936–2021), Tänzer und Filmregisseur
- Mildred Thompson (1936–2003), Künstlerin und Hochschullehrerin
- Philip Don Estridge (1937–1985), Computeringenieur
- Jo Ann Campbell (* 1938), Sängerin
- Johnny Tillotson (1938–2025), Country- und Pop-Sänger
- Scott McKenzie (1939–2012), Sänger
- Bob Hayes (1942–2002), Sprinter und Football-Spieler
- Charles Tolliver (* 1942), Jazzmusiker
- Paula Kelly (1942–2020), Fotomodell und Schauspielerin
- Ander Crenshaw (* 1944), Politiker, Vertreter von Florida im US-Repräsentantenhaus
- John Betsch (* 1945), Jazzdrummer und Komponist
- Mike Blouin (* 1945), Politiker, Vertreter von Iowa im US-Repräsentantenhaus
- Michael Persinger (1945–2018), Psychologe
- Corrine Brown (* 1946), Politikerin, Vertreterin von Florida im US-Repräsentantenhaus
- Khan Jamal (1946–2022), Jazzmusiker
- Jackie Moore (1946–2019), Soul- und Disco-Sängerin
- Robert Fieldmore Lewis (1947–2001), einzige Person, der die Flucht aus dem Todestrakt von Florida gelang
- Ottis Toole (1947–1996), Serienmörder und Kannibale
- Butch Trucks (1947–2017), Schlagzeuger der Allman Brothers Band
- Patrika Darbo (* 1948), Schauspielerin
- Ronnie Van Zant (1948–1977), Musiker
- Harold Carmichael (* 1949), American-Football-Spieler
- Elizabeth Edwards (1949–2010), Rechtsanwältin und Autorin
- Larry Junstrom (1949–2019), Southern-Rock-Bassist
- Mark S. Wrighton (* 1949), Chemiker
- William R. Buck (* 1950), Bryologe
- Rick Dees (* 1950), Radio-DJ
- Longineu Parsons (* 1950), Jazzmusiker

#### 1951 bis 1975
- Catherine Ball (* 1951), Schwimmerin

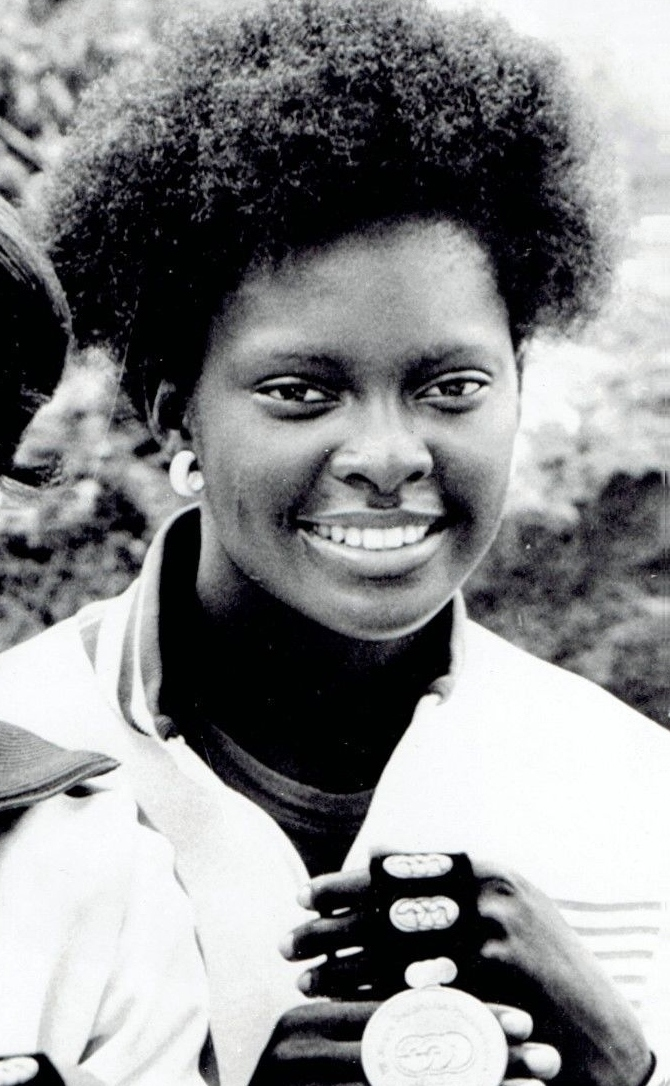
Chandra Cheeseborough

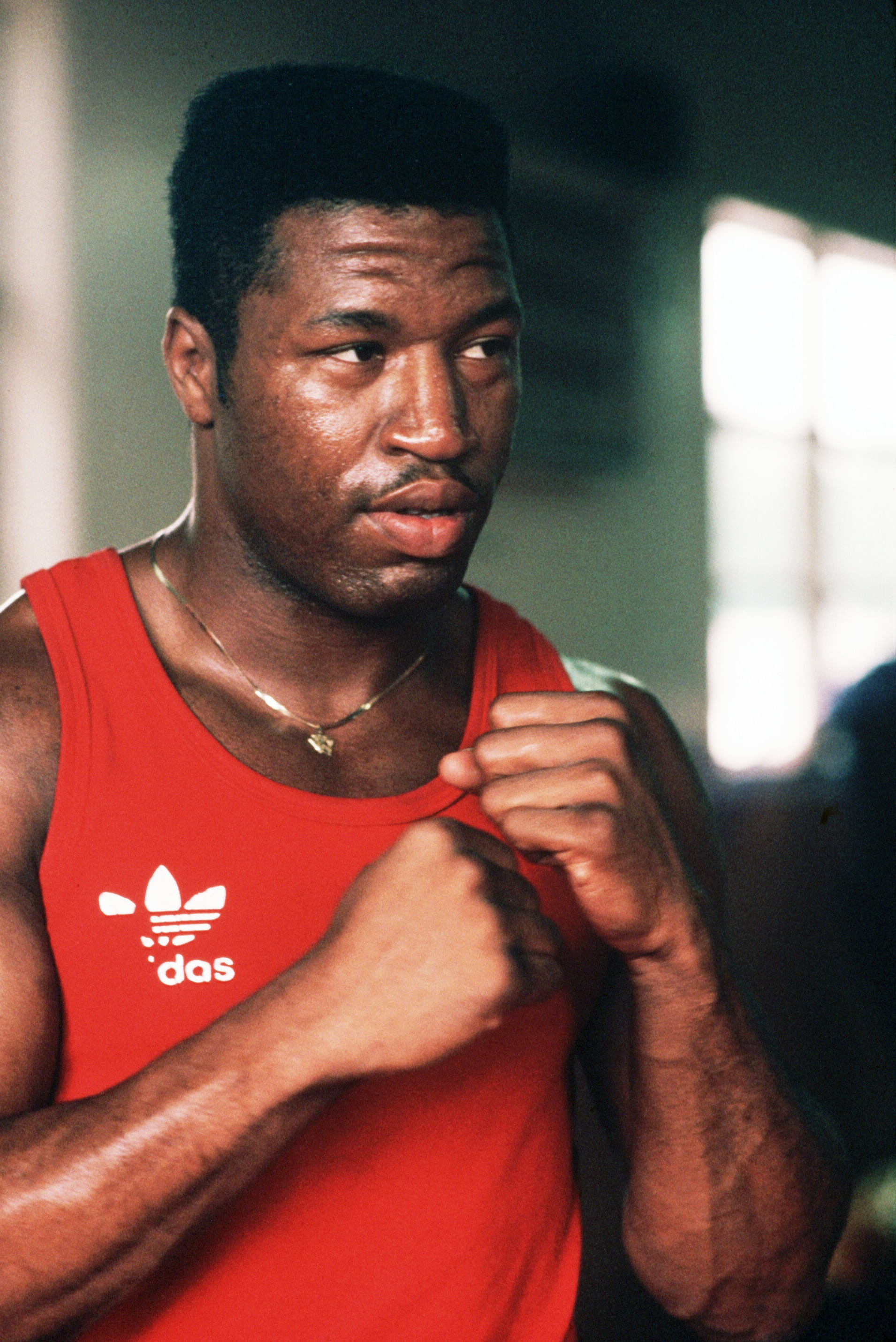
Ray Mercer

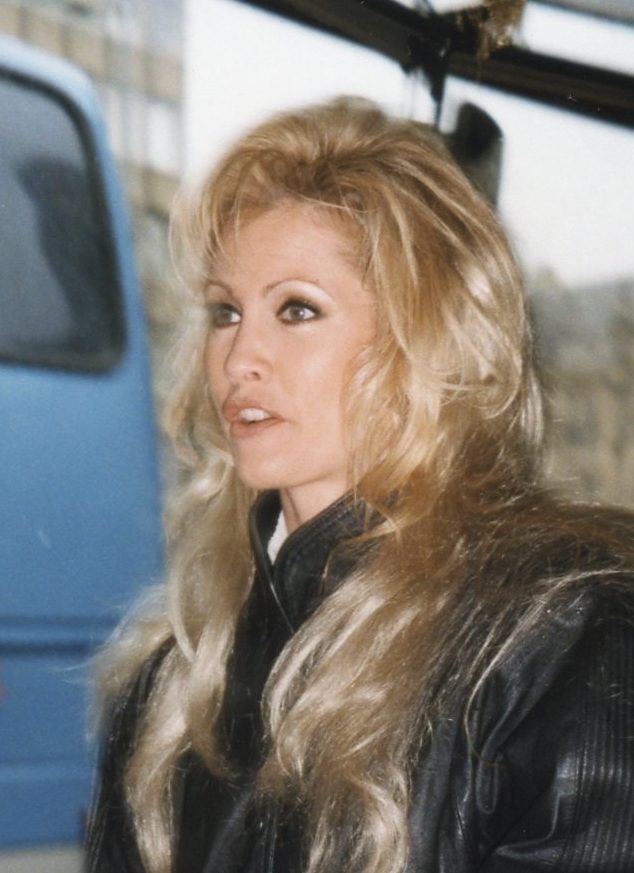
Rena Mero

- Danny Joe Brown (1951–2005), Sänger
- Richard Chaves (* 1951), Schauspieler
- Gary Rossington (1951–2023), Musiker
- Allen Collins (1952–1990), Musiker
- Craig R. McKinley (* 1952), General der United States Air Force
- Donnie Van Zant (* 1952), Sänger, Gitarrist, Komponist
- Tom Lyle (1953–2019), Comiczeichner und -autor
- Donna Lynne (* 1953), Politikerin, Vizegouverneurin von Colorado
- Henry Heggen (* 1955), Sänger und Blues-Harp-Spieler
- Rex Smith (* 1955), Sänger und Schauspieler
- Val Demings (* 1957), Politikerin, Vertreterin von Florida im US-Repräsentantenhaus
- Hal Hoye (* 1957), Bobsportler
- Wesley C. Skiles (1958–2010), Höhlentaucher und Unterwasserfotograf
- Chandra Cheeseborough (* 1959), Leichtathletin und Olympiasiegerin
- Dan Disch (* 1959), American-Football-Trainer
- Wendy Barrien Lawrence (* 1959), Astronautin
- Johnny Van Zant (* 1959), Musiker
- Thom Tillis (* 1960), Politiker, Vertreter von North Carolina im US-Senat
- Ray Mercer (* 1961), Boxer
- Jay Barrs (* 1962), Bogenschütze
- Glenn Jones (* 1962), R&B- und Soul-Sänger
- Marcus Roberts (* 1963), Jazzpianist
- Vic Chesnutt (1964–2009), Sänger und Songwriter
- Mark E. Green (* 1964), Politiker, Vertreter von Tennessee im US-Repräsentantenhaus
- John Peyton (* 1964), Unternehmer und Politiker, Bürgermeister von Jacksonville
- Dannette Young-Stone (* 1964), Sprinterin
- Rena Mero (* 1967), Schauspielerin, Fotomodel und Profiwrestlerin
- Shaun Jordan (* 1968), Schwimmer
- Dexter Jackson (* 1969), Profi-Bodybuilder
- Martín López-Zubero (* 1969), spanischer Schwimmer
- Fred Durst (* 1970), Musiker, Sänger und Frontmann der Band Limp Bizkit
- Brad Mehldau (* 1970), Jazzpianist
- Scooter Ward (* 1970), Musiker[1]
- Deesha Philyaw (* 1970 oder 1971), Autorin
- David Duval (* 1971), Profigolfer
- Clint Lowery (* 1971), Leadgitarrist der Metal-Gruppe Sevendust
- Aman Mojadidi (* 1971), Autor
- Nate Campbell (* 1972), Boxer
- Brian Dawkins (* 1973), American-Football-Spieler

#### 1976 bis 2000
- Mase (* 1977), Rapper

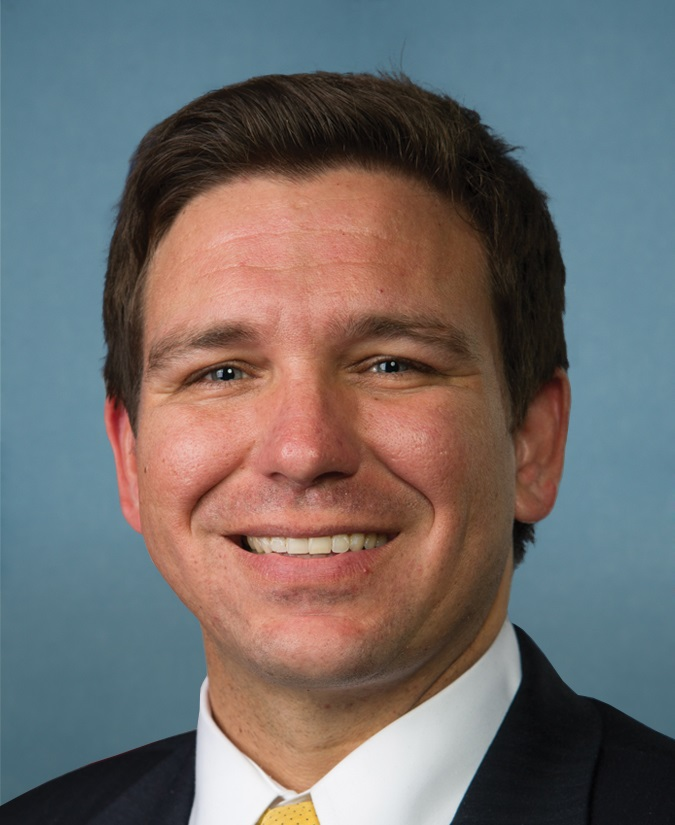
Ron DeSantis

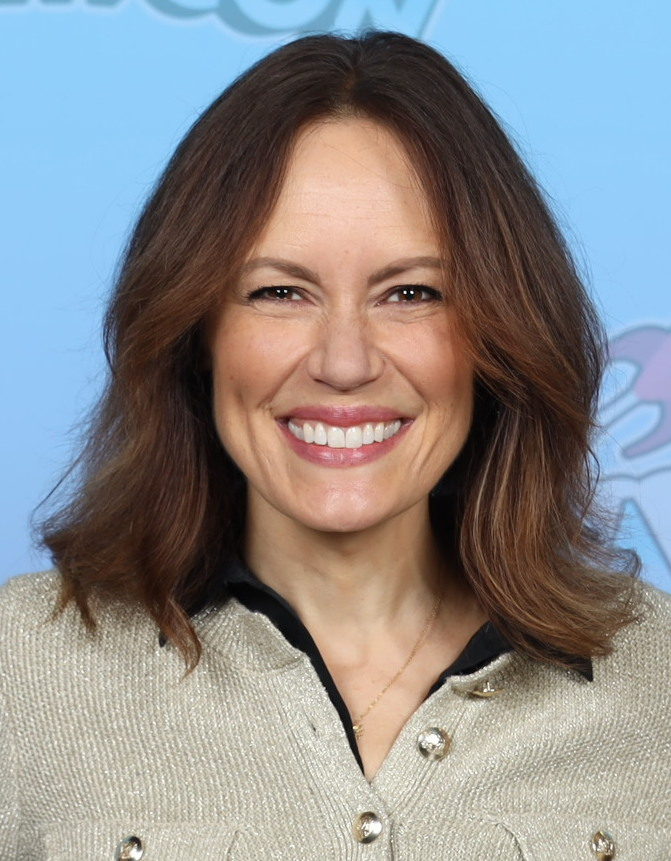
Emily Swallow

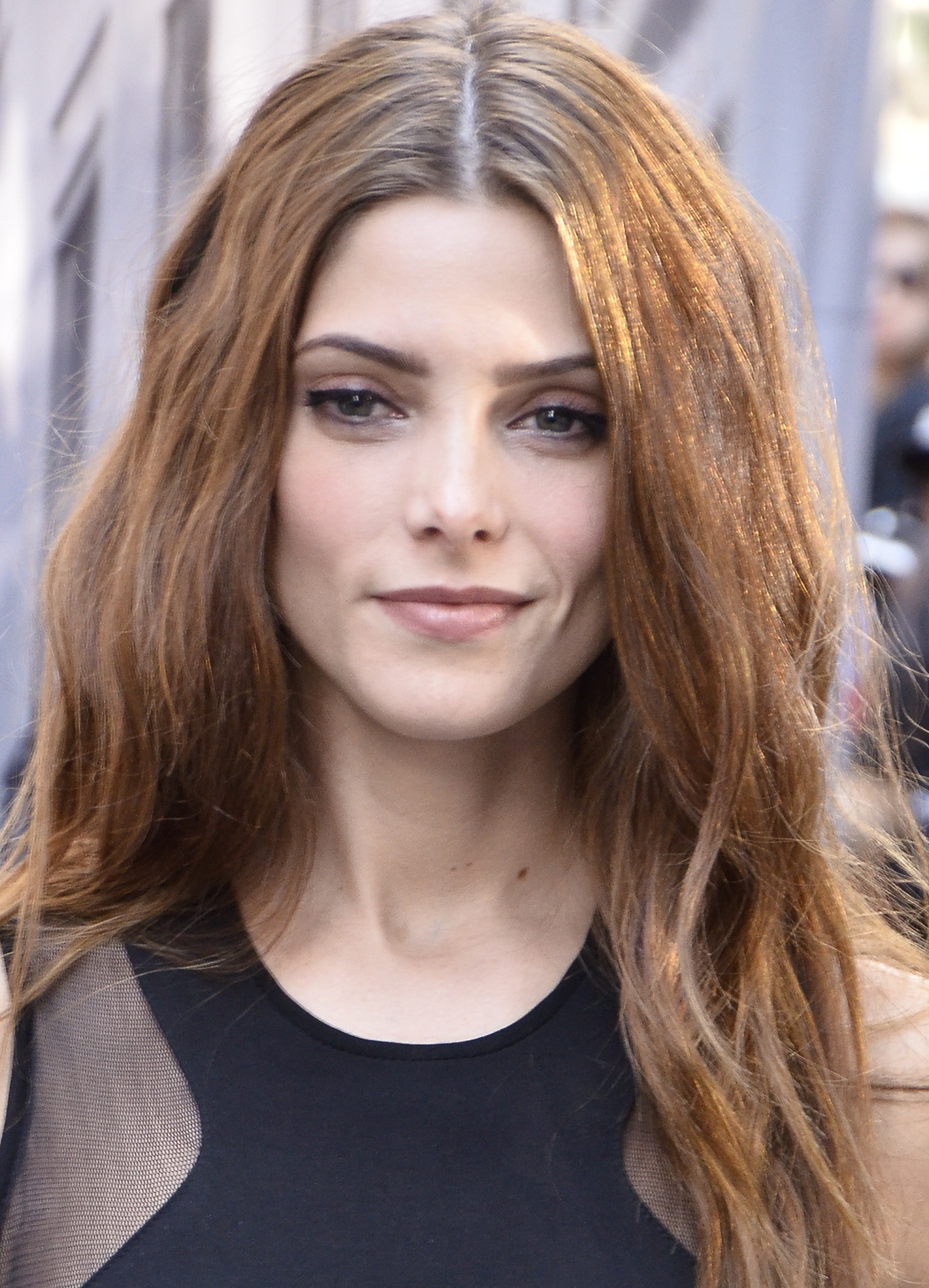
Ashley Greene

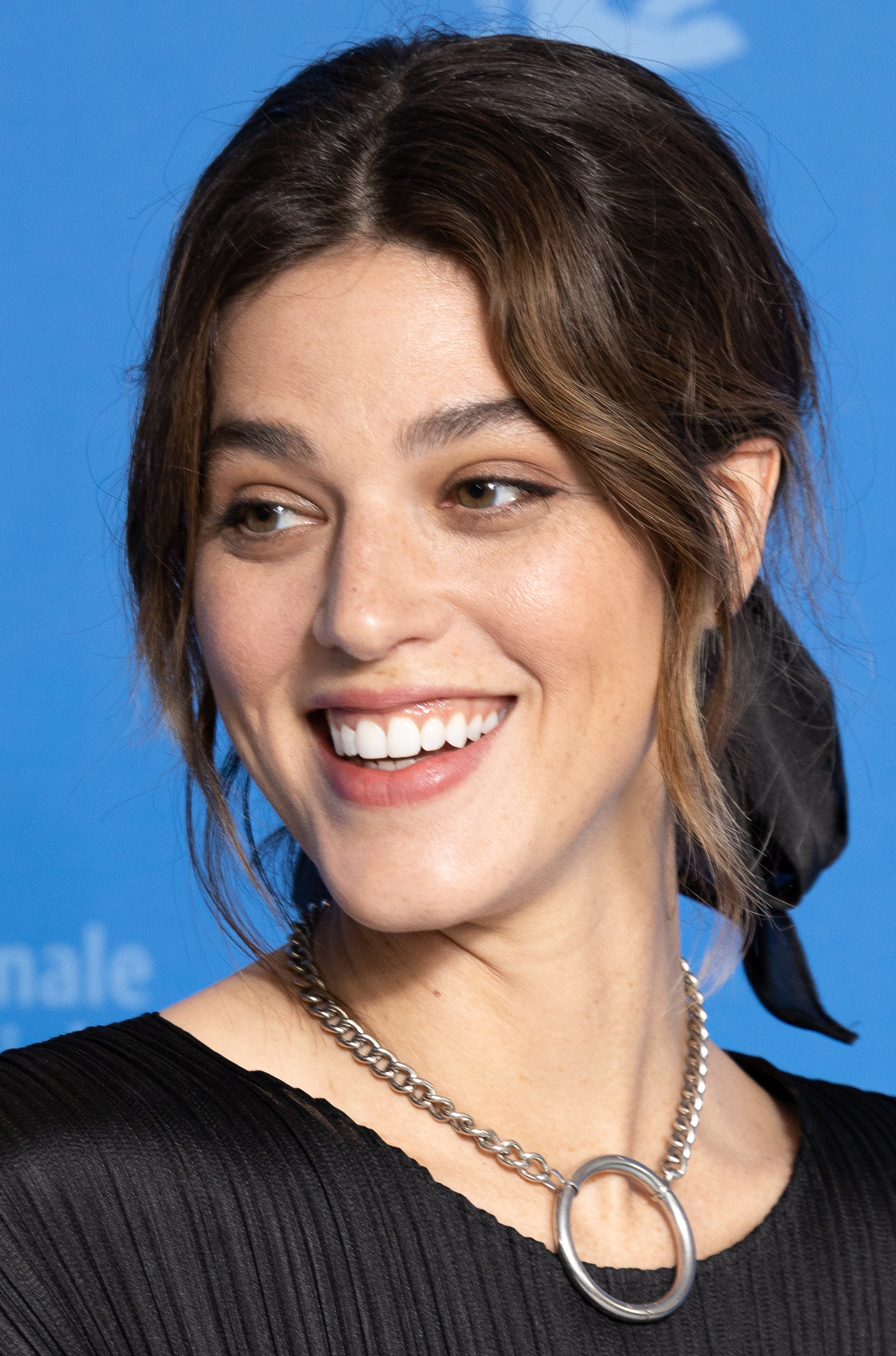
Callie Hernandez

- John Otto (* 1977), Drummer der Band Limp Bizkit
- Sam Rivers (* 1977), Bassist der Band Limp Bizkit
- Ron DeSantis (* 1978), Politiker, Gouverneur von Florida
- D’Angelo Dinero (* 1978), Wrestler
- Jessica Morris (* 1979), Schauspielerin, Drehbuchautorin, Filmproduzentin und Model
- Jenny Scheinman (* 1979), Jazz-Violinistin
- Emily Swallow (* 1979), Schauspielerin
- Derek Trucks (* 1979), Gitarrist und Bandleader
- Yoanna House (* 1980), Model
- Rashean Mathis (* 1980), American-Football-Spieler
- Patrick Heusinger (* 1981), Schauspieler
- Lito Sheppard (* 1981), American-Football-Spieler
- Ulysses Owens (* 1982), Jazzmusiker und Hochschullehrer
- Dexter Lumis (* 1984), Wrestler
- John Murphy (* 1984), Radrennfahrer
- Bryan Lundquist (* 1985), Freistilschwimmer
- Daniel Murphy (* 1985), Baseballspieler
- Cliff Avril (* 1986), American-Football-Spieler
- Derwin Kitchen (* 1986), Basketballspieler
- Steven Lenhart (* 1986), Fußballspieler
- Josh Sitton (* 1986), American-Football-Spieler
- Ashley Greene (* 1987), Schauspielerin
- Jessica Jerome (* 1987), Skispringerin
- Kelly Kelly (* 1987), Wrestlerin
- Jamison Ross (* 1987), Jazzmusiker
- Callie Hernandez (* 1988), Schauspielerin
- Lauren Albanese (* 1989), Tennisspielerin
- Kimika Rozier (* 1989), Volleyballspielerin
- Sean Winter (* 1990), Pokerspieler
- Will Cummings (* 1992), Basketballspieler
- Rashod Hill (* 1992), Footballspieler
- Hayden Hurst (* 1993), American-Football-Spieler
- Eric Miller (* 1993), Fußballspieler
- Nathan Peterman (* 1994), American-Football-Spieler
- Grayson Allen (* 1995), Basketballspieler
- RJ Cyler (* 1995), Schauspieler
- Kendal Williams (* 1995), Sprinter
- Sterling Hofrichter (* 1996), American-Football-Spieler
- Van Jefferson (* 1996), American-Football-Spieler
- Quincy Fouse (* 1997), Schauspieler
- Mac Jones (* 1998), American-Football-Spieler
- Djordje Mihailovic (* 1998), Fußballspieler
- Ameer Speed (* 1999), American-Football-Spieler
- Chamarri Conner (* 2000), American-Football-Spieler
- Dalton Cyr (* 2000), Popmusiker, Sänger, Songwriter, Gitarrist und Schauspieler

### 21. Jahrhundert
- Nardo Wick (* 2001), Rapper
- Ashton Jeanty (* 2003), American-Football-Spieler